# Petra Kritzinger
Petra Kritzinger (1977) è un'ex sciatrice alpina italiana.

## Biografia
Specialista dello slalom gigante, la Kritzinger gareggiò prevalentemente in Coppa Europa, circuito nel quale esordì il 15 dicembre 1994 a Gressoney-La-Trinité, senza completare la prova, conquistò due podi, il 20 e il 21 febbraio 1998 ad Abetone (3ª), e prese per l'ultima volta il via l'8 gennaio 2000 a Rogla, ultima gara della sua carriera (34ª). Non debuttò in Coppa del Mondo né prese parte a rassegne olimpiche o iridate.

## Palmarès

### Coppa Europa
- 2 podi:
  - 2 terzi posti